# Числова вісь
Числово́ю ві́ссю називають пряму, кожній точці якої відповідає певне число, а кожному числу відповідає певна точка на прямій. Числа на прямій розташовуються у строгому порядку зростання зазвичай зліва направо або справа наліво (зрідка).
Графічно числова вісь зображається прямою лінією зі стрілкою в напрямку плюс нескінченності.

## Зноски
1. ↑  Вісь числова. ВУЕ. Процитовано 8 серпня 2023.